# Мешок без дна
«Мешок без дна» — российский полнометражный художественный фильм Рустама Хамдамова по мотивам рассказа Рюноскэ Акутагавы «В чаще», законченный в 2017 году. Фильм вышел после значительного перерыва, через семь лет после короткометражного фильма режиссёра «Бриллианты. Воровство», и имел рабочее название «Изумруды. Убийство» (затем — «Яхонты. Убийство»).
Фильм демонстрировался на Московском международном кинофестивале 27 июня 2017 года. Первые открытые показы состоялись 9—11 января 2018 года в Третьяковской галерее; в российский прокат фильм вышел 18 января 2018 года. Европейская премьера фильма прошла в феврале на кинофестивале в Роттердаме, а в марте фильм был показан на фестивале российского кино в Марбелье.

## Работа над фильмом
В 2010 году, после выхода фильма «Бриллианты. Воровство», сообщалось, что будет снята трилогия «Драгоценности», в которую войдут также новеллы «Изумруды. Убийство» и «Без цены». При этом во второй части должна была сниматься Анна Михалкова, а по сюжету фильм будет представлять собой «сказку о преступлении ради любви» и в нём «будет убийца».
Отправной точкой для создания фильма послужила новелла Рюноскэ Акутагавы «В чаще». На этот сюжет режиссёр Акира Куросава снял фильм «Расёмон». Хамдамова привлекло в рассказе сочетание безыскусности и мистики, но более всего — множественность точек зрения на происходящее. Самурай превратился в русского царевича, которого вместе с царевной разбойник и заманивает в чащу.
В интервью 2017 года режиссёр так описывал начало работы над фильмом: «Картина получилась просто. Для Госкино нужно было написать сценарий фильма для детей. И я переписал под детскую сказку новеллу Акутагавы Рюноскэ». При этом фильм снимался более пяти лет, съёмочная группа постоянно испытывала финансовые затруднения; за время съёмок сменилось множество операторов и звукорежиссёров, двое актёров умерли, а исполнительница роли царевны Елена Морозова успела родить двоих детей. Кроме кинооператоров Петра Духовского и Тимофея Лобова участие в съёмках принимали Сергей Мокрицкий, Шандор Беркеши и фотограф Георгий Пинхасов). Дворцовые сцены снимались в петербургском особняке Брусницыных.
Название фильма восходит к названию сказки «Бездонный мешок» (№ 295) из цикла «Тысяча и одна ночь», которую в фильме рассказывают друг другу князь и чтица. По словам самого режиссёра, в названии фильма «слово „яхонты“ отошло, так как это напоминало ювелирный магазин… А мешок без дна звучит лучше, потому что героиня отвечает на множество вопросов, получается, что нет дна».

## Сюжет
Основное действие происходит во время правления императора Александра II. В замок к Великому князю приходит пожилая и опытная Чтица — фрейлина императорского двора. Фрейлина Князя договаривается с ней о гонораре и просит, чтобы в рассказе было не более двух убийств, на что Чтица обещает, что убийство будет одно. В дальнейшем сцены из рассказа перемежаются с беседой Чтицы с Великим князем на разные темы. Кроме них в замке находятся горничная и два молодых офицера, которые ожидают в соседней комнате, играя в шахматы. Чтобы «увидеть» происходящее в рассказе, Чтица делает конусы из газеты и иногда, прикладывая их к носу, смотрит через отверстие в острой части конуса, направляя его в прорези обоев или на лампу в люстре.
Действие рассказа происходит в XIII веке в сказочном русском лесу, где живут люди-грибы и на задних лапах бродит медведь. Грибы обнаруживают убитого Царевича, а вскоре Стражник встречает Разбойника в богатой одежде, с оружием и конём, которых у того раньше не было. Стражник допрашивает Разбойника, и тот рассказывает, что встретил в лесу Царевича и Царевну на коне, заманил их в чащу, привязал Царевича к дереву, овладел Царевной, а затем отвязал Царевича и в поединке «один на один» зарубил его мечом. Царевна же исчезла.
Далее, согласно рассказу, Царевна приходит в избушку к старцу-отшельнику и делится с ним своей версией произошедшего: после того, как Разбойник овладел ею, она увидела такой гнев в глазах Царевича, что взяла его лук и убила его выстрелом в сердце. После этого она решила утопиться.
Поспорив о том, утопится ли Царевна, Чтица и Князь вспоминают сказку о бездонном мешке из «1001 ночи», пересказывая её друг другу. В результате Князь признаёт победу за Чтицей, и Царевна не топится.
Молодая крестьянка, попросив своего маленького сына пописать в серебряный сосуд, приходит в избушку к старой Бабе-Яге, которую этот напиток пробуждает ото сна. Баба-Яга идёт к трупу Царевича и колдовством заставляет его рассказать о своей смерти. Царевич говорит, что после того, как Разбойник овладел Царевной, он понял, что она хочет остаться с Разбойником. Когда они ушли, Царевич заколол себя своим ножом.
В последних сценах фильма Чтица на лыжах уезжает из замка по заснеженной дороге.

## В ролях
- Светлана Немоляева — Чтица
- Сергей Колтаков — Великий князь
- Анна Михалкова — фрейлина Князя
- Елена Морозова — Царевна
- Андрей Кузичев — Царевич
- Кирилл Плетнёв — Разбойник
- Евгений Ткачук — Стражник
- Алла Демидова — Баба-Яга
- Феликс Антипов — лесной отшельник
- Дмитрий Муляр — гриб
- Анастасия Цой — горничная князя

## Съёмочная группа
- Сценарий — Рустам Хамдамов
- Режиссёр-постановщик — Рустам Хамдамов
- Режиссёр — Наталья Лященко
- Операторы-постановщики — Пётр Духовской, Тимофей Лобов
- Художник-постановщик — Ирина Очина
- Художники по костюмам — Дмитрий Андреев и Владимир Никифоров
- Художник по гриму — Валерия Никулина
- Режиссёр монтажа — Марат Магамбетов
- Продюсеры — Любовь Обминяная, Рустам Хамдамов, Тихон Пендюрин

## Награды и номинации
- 2017 — Московский международный кинофестиваль 2017, специальный приз жюри «Серебряный Георгий»[12] — Рустам Хамдамов
- 2017 — Премия Азиатско-Тихоокеанской киноакадемии за лучшую кинооператорскую работу — Пётр Духовской, Тимофей Лобов[13]
- 2017 — Премия «Белый слон» Гильдии киноведов и кинокритиков России[14]:
  - премия за лучшую работу художника — Ирина Очина
  - номинация на премию за лучший фильм
  - номинация на премию за лучшую режиссуру — Рустам Хамдамов
  - номинация на премию за лучшую главную женскую роль — Светлана Немоляева
- 2018 — Премия «Золотой орёл» за лучшую женскую роль второго плана — Анна Михалкова (номинирована)

## Отзывы
Кинокритик Василий Степанов в отзыве, основанном на показе черновой версии фильма, назвал его «рассказом, который не хочет завершаться: матрешка-расёмон с грибами-гимнастами в тёмном бору, бабой-ягой Аллой Демидовой, человеком в медвежьей шкуре и парчовым сиянием смерти, которая вечно ходит кругами, примеряясь то к одному, то к другому». Обозреватель «Новой газеты» Лариса Малюкова отметила, что в фильме Хамдамова есть «торжественная неспешность, волшебный мир и чистое искусство, хрупкость вечности и нагромождённость деталей, произвол хаоса и чёткая композиционная стройность. И свет». Кроме того, фильм можно назвать «посвящением мировому киноискусству»: «В киноантологии Хамдамова мотивы и цитаты от „Понизовой вольницы“ и фильмов Ханжонкова до „Гражданина Кейна“ с его сказочным домом-коллекцией, от немых лент с Полой Негри до картин Висконти, от Антониони и Бунюэля до „Аталанты“ Жана Виго и „Орфея“ Кокто». В свою очередь кинокритик Мария Кувшинова пишет о том, что «в восприятии публики „Мешок без дна“ встает в один контекст с черно-белыми ностальгическими экспериментами Гая Мэддина, или фильмами Дэвида Линча, или лесными медитациями Апичатпонга Вирасетакула, или непредсказуемыми фантазиями Миядзаки — и выглядит на их фоне достойно». Ещё одну параллель проводит Андрей Плахов: по его мнению, "по своему типу фильм скорее напоминает «В прошлом году в Мариенбаде» Алена Рене с его свободой внутренних взаимосвязей и настойчивостью, с которой движется камера по реке времени".
По мнению кинокритика Антона Долина, «на экране нет ничего, кроме фантазий режиссёра», которые «никак не привязаны к знакомой нам действительности»: «Перед нами — очень зрелищный, эффектный, изысканный аттракцион „забудь о реальности“». Напротив, Ярослав Забалуев отметил, что «Хамдамов всегда снимал про слом эпох, и „Мешок без дна“, конечно, не исключение. Наступающая в финале фильма зима рифмуется с беседами героев об утраченном рае, а сюжет рассказанной в фильме сказки о смерти царевича — с приближением героев к эпохе тотальной ликвидации и царевичей, и князей (…) Ну и зря, что ли, фильм выходит на экран именно в 17-м году?». В целом же критик назвал фильм «просто очень красивым, умиротворяющим и по-хорошему, как абажур, старомодным кино», в котором «нет ухищрений современного постпродакшена, скорее — живописные трюки, игра со светом»: «Собственно живопись, картины „мирискусников“ типа Билибина — ключ к восприятию „Мешка без дна“». Аналогично, историк Константин Львов высказал предположение о том, что в фильме «вольный пересказ новеллы Акутагавы символически предсказывает гибель русской монархии»: «Японский сюжет есть напоминание о проигранной русско-японской войне, а любовный треугольник Разбойника, Царевны и Царевича переносит в условные декорации роковые отношения последней императорской четы и Распутина. Более того, ближе к финалу картины Царевна становится едва ли не воплощением России».
В преддверии премьеры фильма сайт «Афиша» отозвался о фильме так: «Лента „Мешок без дна“… выглядит так, как если бы Дэвид Линч переснял сказку „Морозко“: дети-грибы, убийство цесаревича, зло в лесной чаще, сцены, вызывающие недоумение и трепет. Лучшего трипа в похмельный январский день и не придумаешь.»